# Blocksäckspindel
Blocksäckspindel (Clubiona similis) är en spindelart som beskrevs av Ludwig Carl Christian Koch 1867. Blocksäckspindel ingår i släktet Clubiona, och familjen säckspindlar. Arten är reproducerande i Sverige. Inga underarter finns listade i Catalogue of Life.